# أوليفييه بيكار
أوليفييه بيكار (بالفرنسية: Olivier Picard)‏ هو عالم عملات فرنسي، ولد في 4 مارس 1940 في بيرناي في فرنسا.